# Ahumada
Ahumada — кам'яно-залізний метеорит масою 52600 грам.